# El ciudadano Kramer
El ciudadano Kramer es una película chilena protagonizada por el actor y comediante Stefan Kramer, la cual fue estrenada el 4 de diciembre de 2013. Es la secuela de la primera película de Kramer, Stefan v/s Kramer, estrenada en 2012. La cinta fue vista por más de 700 mil espectadores en 2013, convirtiéndose en la película chilena más vista de ese año y la cuarta del cine chileno.

## Argumento
En esta segunda parte podremos ver como el protagonista Stefan Kramer aprovechando las elecciones presidenciales de 2013 en Chile decide realizar un show con motivo de las elecciones. El público y la crítica creen que se trata de una candidatura real (ya que la publicidad lo muestra como candidato) y tendrá que convertirse en un candidato a la presidencia de Chile. Pero esa acción traerá consigo muchos enemigos políticos quienes trataran de impedir que gane y logre ser el presidente de Chile. Ahora Kramer deberá hacerse cargo no sólo de sus propios miedos, sino también de las ilusiones de todo un país.

## Personajes
Además de interpretarse a sí mismo en la película, Stefan Kramer interpreta a los siguientes personajes (letra cursiva indica personaje nuevo):
- "Alturo Longdon" (Arturo Longton)
- "Miquel "Moreno" Piñera" (Miguel "Negro" Piñera)
- "Hablo Zalaquett" (Pablo Zalaquett)
- "Segastián "Tatam" Piñera" (Sebastián Piñera)
- "Hinzpeterminator" (Rodrigo Hinzpeter)
- Iván Fuentes
- "Don Carlos" (Carlos Larraín)
- "Don Camilo" (Camilo Escalona)
- "Marco Enríquez-Omimami" (Marco Enríquez-Ominami)
- José Antonio Gómez
- Fernando Paulsen
- Matías del Río
- Michelle Bachelet
- Evelyn Matthei
- Franco Parisi
- Rafael Araneda
- "Cuike Moralqué" (Kike Morandé)
- Diana Bolocco
- Mario Kreutzberger
- "Amaro Pérez-Pablos-Gómez-Silva" (Amaro Gómez-Pablos)
- Martín Cárcamo
- Leonardo Farkas

## Elenco
- Stefan Kramer como él mismo y otros.
- Paloma Soto como Olivia.
- Teresita Commentz como Ema Kramer.
- Andrés Commentz como Panchito Kramer.
- Even Clercema como Lonka.
- Valentín Trujillo como él mismo.
- Sebastián Jiménez como él mismo.
- Lucía López como ella misma.
- Nicolás Massú como él mismo.
- Macarena Venegas como ella misma.
- Javiera Contador como Karen Doggenweiler.
- Carlos Caszely como él mismo.
- Rafael Araneda como él mismo.
- Marcela Vacarezza como ella misma.
- Mario Kreutzberger como él mismo.
- Fernando Solabarrieta como él mismo.
- Arturo Longton como él mismo.
- Miguel Piñera como él mismo.
- Patricio Pimienta como él mismo.

## Recepción
Fue la película más vista en 2013, con casi 700 000 espectadores, siendo la primera que un chileno logra que sus películas sean las más vistas dos años consecutivos, ya que la primera película de Kramer, Stefan v/s Kramer de 2012, se convirtió en la película más vista en Chile en toda la historia.
El ciudadano Kramer quedó en cuarto lugar entre las películas chilenas más vistas, detrás de Stefan vs Kramer (2 070 465), Sexo con amor (990 572) y El chacotero sentimental (801 397), y por delante de Machuca (656 599).